# Bridget Fonda
Bridget Jane Fonda (Los Angeles, 27 januari 1964) is een Amerikaans actrice.

## Biografie
Bridget Fonda is de dochter van Peter Fonda en Susan Brewer. Ze komt uit een familie van filmacteurs. Behalve haar vader zijn ook haar opa Henry Fonda en haar tante Jane Fonda bekende filmacteurs. Ze groeide op in Los Angeles. Haar eerste aanraking met acteren was in een schoolopvoering van het stuk Harvey. Op haar achttiende ging ze naar de New York University. Ook studeerde ze aan de Lee Strasberg Theatre Institute.
In 1988 had ze haar eerste grote filmrol in de film You Can't Hurry Love. Het jaar daarop speelde ze in films als Shag en Strapless. Ze viel voor het eerst op in Scandal uit 1989, waarin ze de echt bestaande Britse callgirl Mandy Rice-Davies speelde. De film leverde haar een Golden Globenominatie op. In 1990 had ze een kleine rol als journaliste in The Godfather Part III.
In 1992 volgde de grote doorbraak met hoofdrollen in twee succesvolle films, Singles en Single White Female. Cameron Crowe zou haar rol in Singles hebben geschreven met haar in het achterhoofd. Ook de jaren daarop volgden grote rollen in films als Point of No Return, Bodies, Rest & Motion (beide 1993) en It Could Happen to You (1994). In 1997 speelde ze een atypische rol in Jackie Brown van Quentin Tarantino, als stonede beach babe. Het jaar daarop was ze te zien als de zwangere vrouw van Bill Paxton in Sam Raimi's A Simple Plan.
Op 29 november 2003 trouwde ze met filmcomponist Danny Elfman. Ze hebben één zoon, geboren in 2005.